# Caldas de Monchique
As Caldas de Monchique, igualmente conhecidas como Termas de Monchique, são uma povoação e estância termal situada na freguesia de Monchique do Município de Monchique, na região do Algarve, em Portugal. Localiza-se a sul da vila de Monchique, a cerca de 6 km de distância desta, junto à estrada nacional EN266.
As propriedades terapêuticas das águas locais são reconhecidas desde o tempo do Império Romano, altura em que receberam a designação de águas sagradas.
As águas provêm de oito nascentes, sendo ricas em bicarbonato, flúor, sílica e sódio. Adequam-se ao tratamento de problemas no aparelho respiratório e no aparelho digestivo, assim como ao tratamento de problemas musculares e reumáticos. Apresentam também propriedades relaxantes. Estas águas brotam em temperaturas compreendidas entre os 27°C e os 31,5°C, possivelmente devido a diferentes percursos de escoamento.

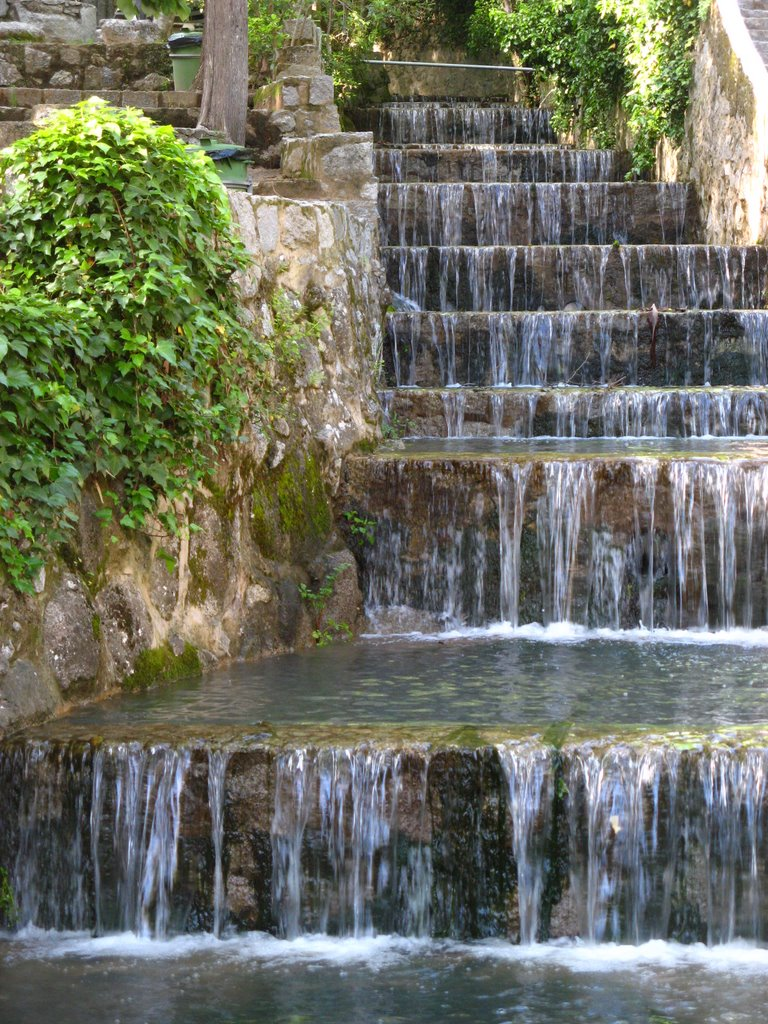
Cascata nas Caldas De Monchique, em 2008.

## Descrição

### Localização
As termas de Monchique estão situadas na zona interior do Barlavento Algarvio, estando relativamente próximas de várias praias consideradas entre as melhores do país, como as de Dona Ana e de Alvor, na costa Sul, e as de Odeceixe ou da Arrifana, na orla Oeste. A estância termal está localizada a cerca de 206 m de altitude, na encosta Sul da colina da Picota, parte da Serra de Monchique, e situa-se a cerca de 6 Km de Monchique e 18 Km de Portimão. Nas proximidades também se situa o alto da Picota, de onde se avista um vasto panorama da região em redor.
As Caldas de Monchique também são conhecidas pela sua luxuriante vegetação.

### Fonte termal
As termas de Monchique são alimentadas por seis fontes, fornecendo uma água super alcalina, com um pH de 9.5. Faz parte da família das águas sulfúreas, mais precisamente das sulfúrias primitivas ou sódicas, que em Portugal também são encontradas em São Pedro do Sul, Vizela e Aregos. As águas sulfúreas são determinadas pela presença de enxofre orgânico e vivo, com um efeito expectorante, anti-séptico e queratoplástico, combinando o efeito sinérgico do enxofre com os bicarbonatos, tornando-as indicadas para doenças respiratórias e de nutrição, artrites reumatónicas crónicas e degenerativas, e problemas digestivos, Entre as doenças respiratórias tratadas pelas águas das Caldas de Monchique, contam-se a asma, bronquite, rinite, alergias e sinusite, enquanto que as músculo-esqueléticas incluem tensão muscular, tendinites, artrite, artrose, espondilite, espondilose, reumatismo, e deformações na coluna vertebral.
As Caldas de Monchique foram por diversas vezes consideradas entre as melhores do país, tendo feito parte da lista das principais estâncias termais pelas páginas Mundo de Viagens e Momondo em 2017, Hotelandia em 2018, e Ekonomista em 2019.
Além das Caldas, existiam várias outras fontes termais no Município, com destaque para as Águas Santas da Fornalha, na freguesia de Alferce, e a Malhada Quente, na freguesia de Monchique.

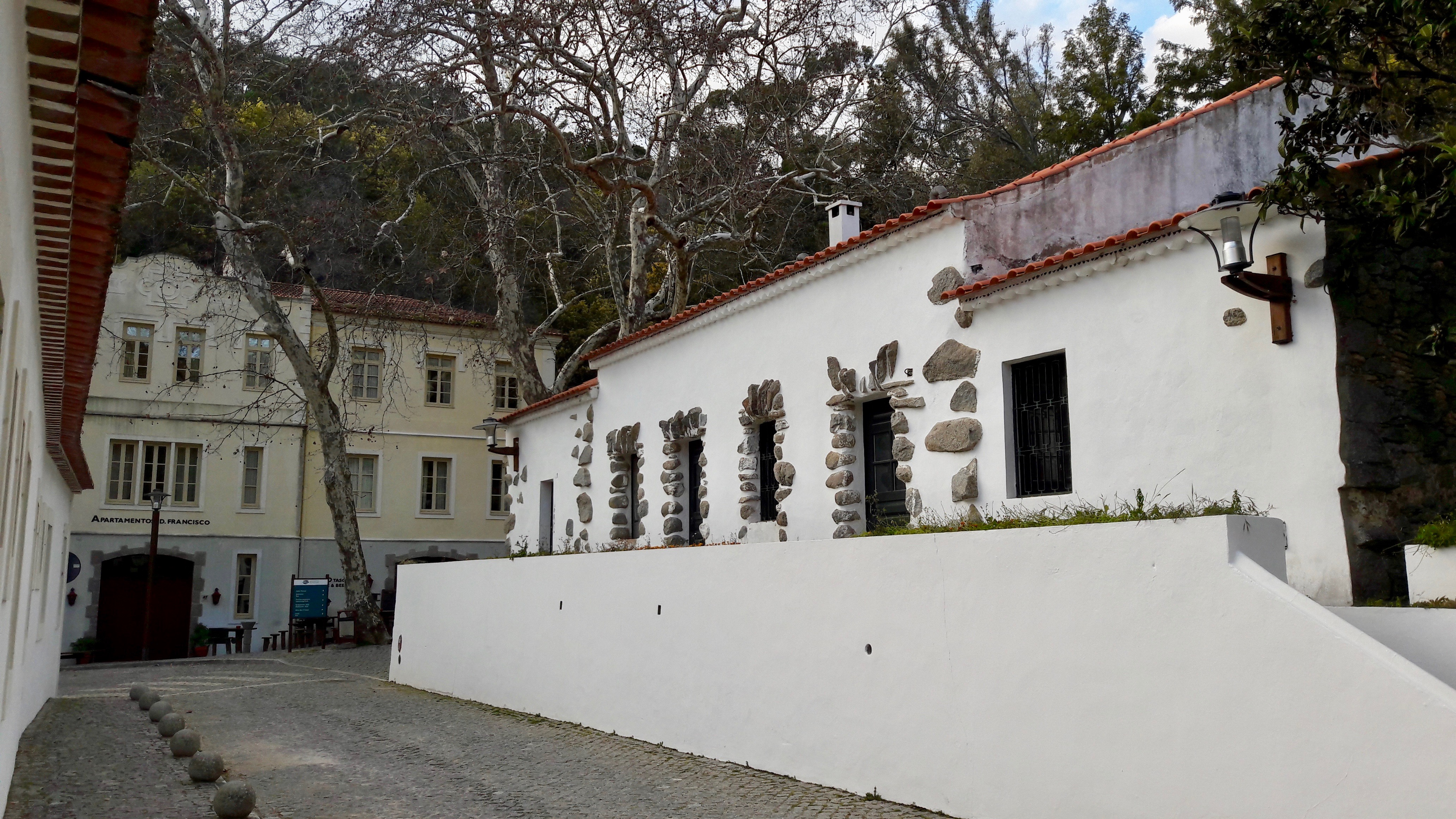
Rua nas Caldas de Monchique em 2018, vendo-se à esquerda a Hospedaria Velha, ao fundo a Hospedaria Nova, posteriormente renomeada para Apartamentos D. Francisco, e à direita a Casa dos Bicos.

### Composição
O complexo ocupa uma área aproximada de 39 Ha, e é composta por vários edifícios e espaços verdes, com percursos pedonais e um circuito de manutenção física. Está situado numa área protegida com mais de 50 Ha, onde dá uma especial importância à preservação dos aquíferos. Em 2020, o complexo das Caldas de Monchique incluía quatro hotéis (Hotel Central, Central Suites & Apartments, Hotel D. Carlos Regis e o Hotel Termal), um ginásio, piscinas exteriores, um restaurante, três bares e diversas lojas.

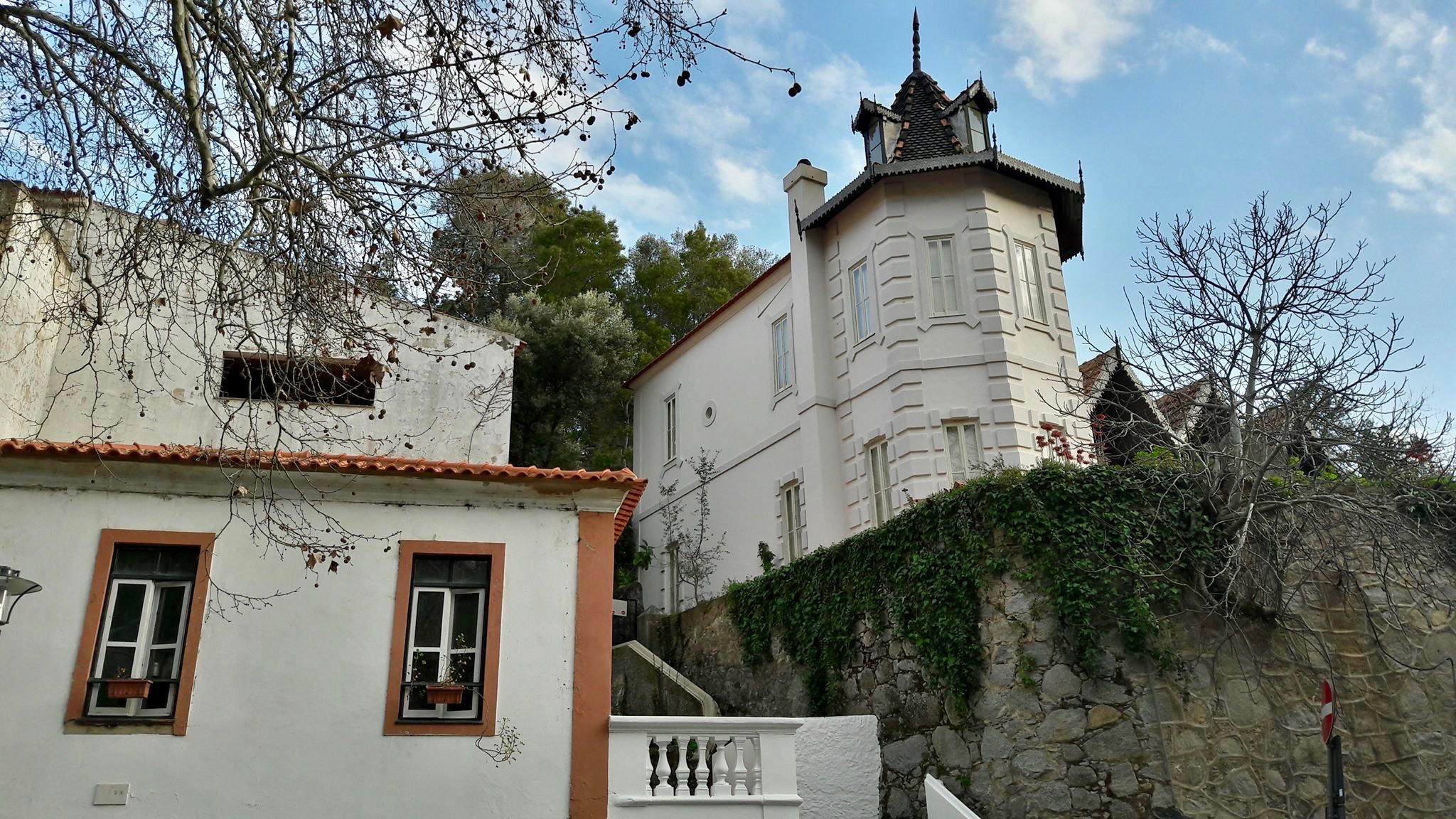
Edifícios antigos na estância termal, vendo-se à direita o chamado Chalet das Caldas.

#### Chalets
A estância termal de Monchique apresenta um dos principais conjuntos de chalets na região, casas que tentam emular o estilo dos edifícios do centro da Europa, com coberturas muito inclinadas, com elevado uso de elementos em madeira, como torreões e mirantes, e vãos de forma ogival, no estilo neo-gótico. Este tipo de edifício foi introduzido em Portugal no século XIX, com o desenvolvimento da classe média e burguesa em ambiente urbano, que procurou modelos inovadores para as suas casas de férias, criando um vivo contraste com as tradicionais habitações das camadas menos abastadas. O conjunto dos chalets das Caldas de Monchique apresenta-se como um caso particular, devido às suas funções ligadas à saúde e às limitações geográficas, tendo surgido nos finais da centúria, com o desenvolvimento daquela estância, criando uma miscelância de estilos tardo-romântico, revivalista e centro-europeu. Destacam-se vários edifícios em particular, incluindo um junto à estrada com várias coberturas e uma pintura às riscas vermelhas e brancas, e um grupo de habitações no lado oposto do vale onde ressalvam os vãos ogivais e as coberturas de águas muito inclinadas. Porém, o principal exemplo na estância termal é o Chalet das Caldas, igualmente conhecido como Chalet Mascarenhas Gregório, que apresenta múltiplos telhados de águas muito inclinadas, com debrum de sanca em madeira esculpida, e organizada em vários módulos. O edifício foi alvo de obras de restauro entre 2005 e 2006, pelo director da Escola Internacional do Algarve.

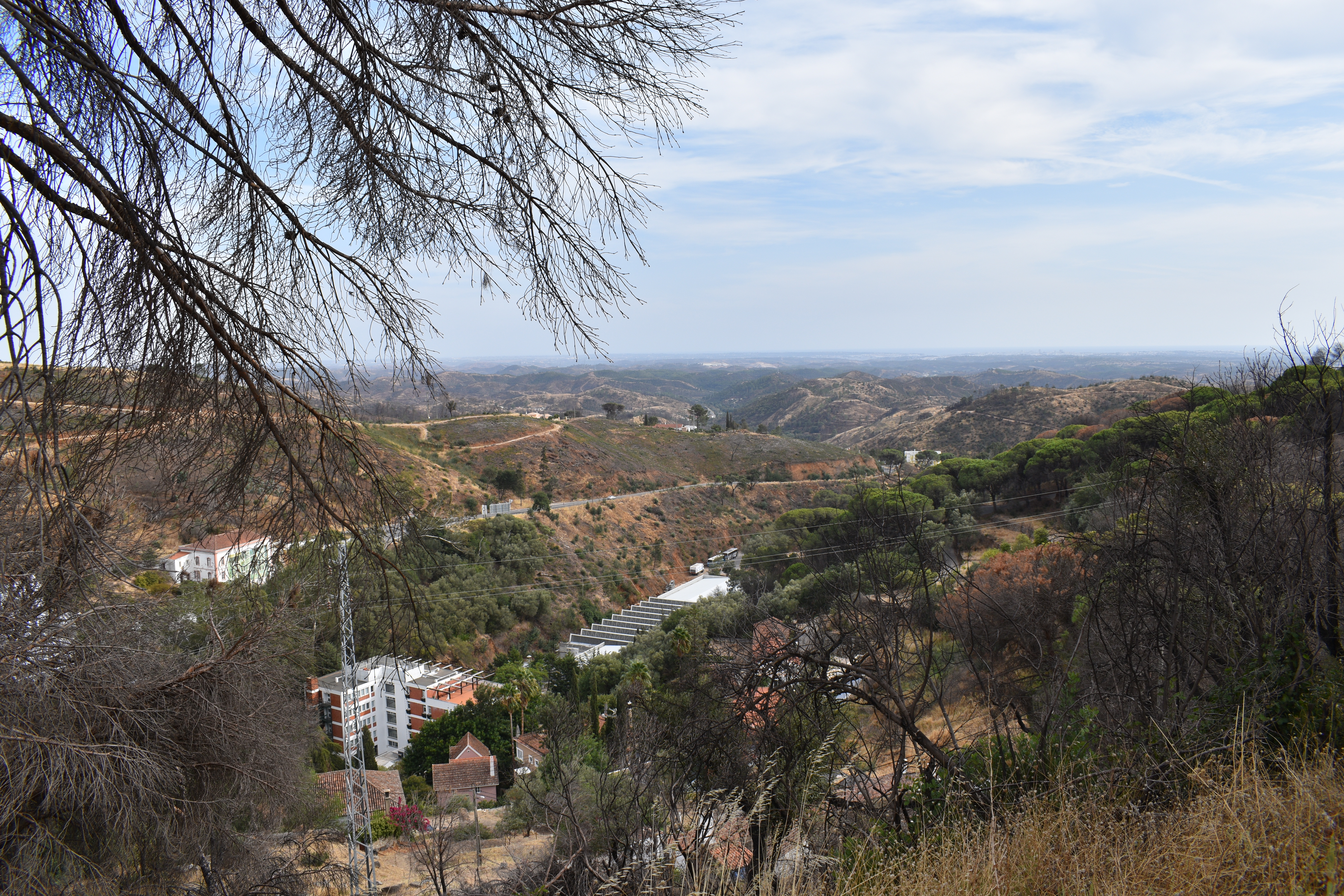
Vista geral das Caldas de Monchique, em 2019. No centro está a fábrica de engarrafamento, e à esquerda é visível o hospital termal.

#### Hotel D. Carlos Regis
Esta unidade hoteleira reabriu em 2022, com o nome de Pure Monchique Hotel, depois de ter estado encerrada durante vários anos.

#### Hospedarias Nova e Velha
O edifício é utilizado como estabelecimento hoteleiro, sendo parte do complexo do Hotel Central. Foi construído pelo bispo do Algarve, D. Simão da Gama, tendo sido concluído em 1692. Foi alvo de extensas obras de restauro no século XIX, durante as quais foi aumentada e restaurada.
A Hospedaria Nova, posteriormente renomeada para Apartamentos D. Francisco, é um dos edifícios que contribuem para a criação de um ambiente montanhoso romântico no conjunto das Caldas de Montanha, destacando-se a sua fachada de estilo ecléctico, com um frontão central de função decorativa.

#### Hotel Termal das Caldas de Monchique
O edifício foi projectado em 1959 como um hospital termal, tendo sido construído ainda nesse século, e depois readaptado para servir como um hotel.

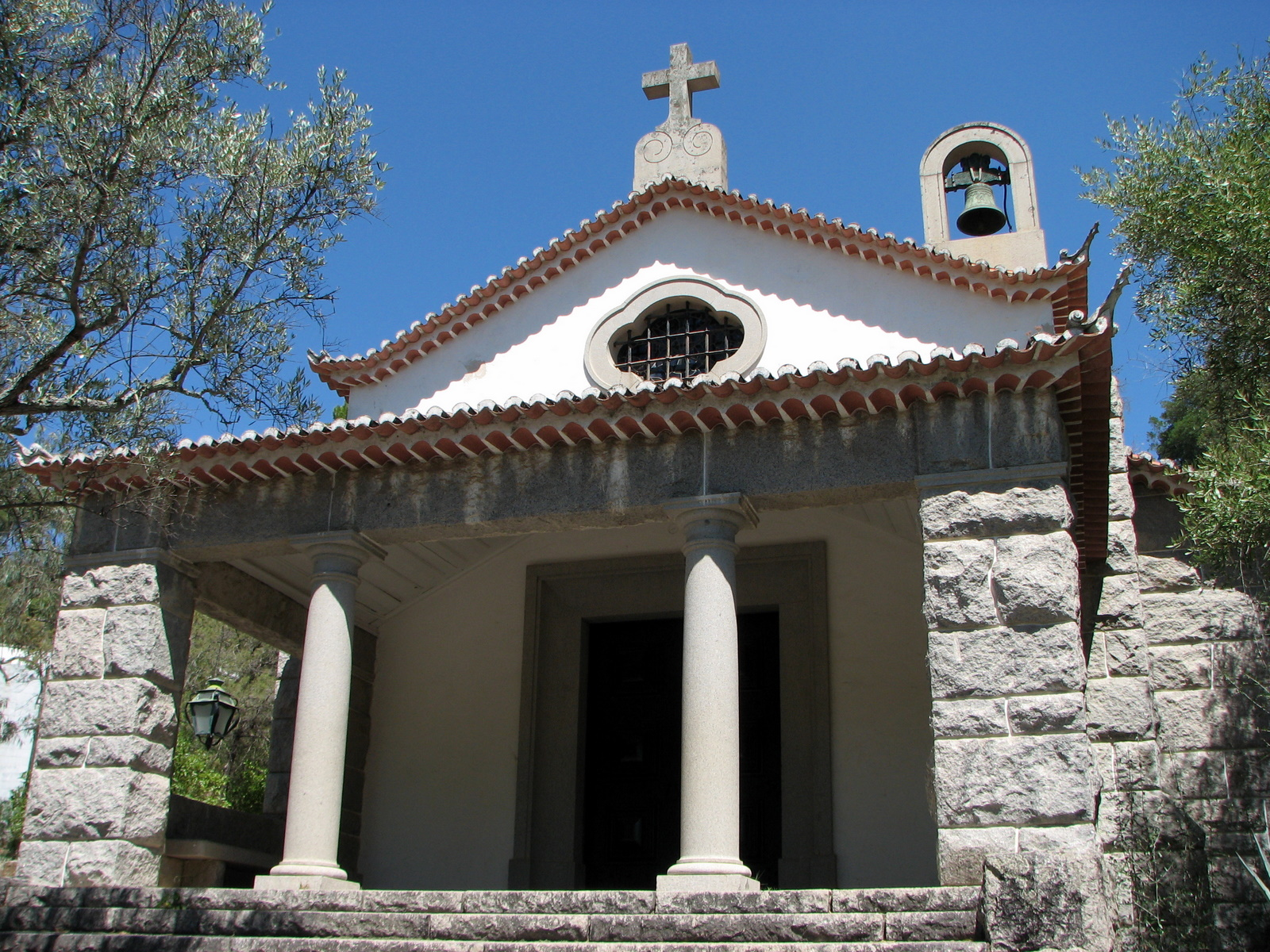
Fachada da capela, em 2007.

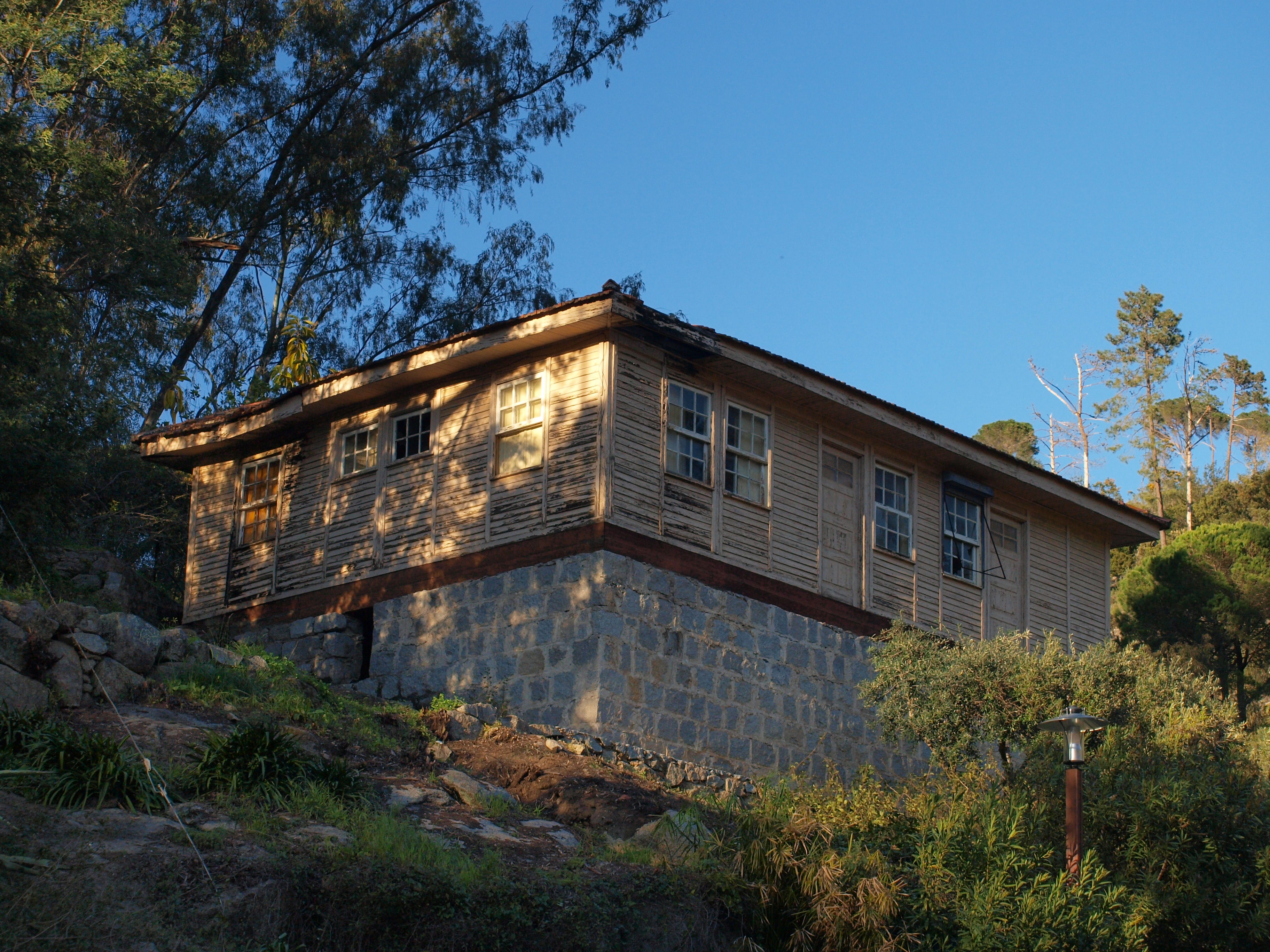
Antigo edifício do Bioparque, em 2009.

#### Capela das Caldas de Monchique e Bioparque
A Capela de Santa Teresa, mais conhecida como Capela ou Ermida das Caldas de Monchique, foi construída em 1940, com projecto do arquitecto Carlos Rebello de Andrade. No interior, de uma só nave, destaca-se a decoração com painéis de azulejo do século XVIII, representando a vida da Santa Teresa.
O edifício do Bioparque das Caldas de Monchique consistiu num pavilhão totalmente construido em madeira, situado perto do acesso à Capela das Caldas. Desenhado por António Marques Miguel, tinha no seu interior várias casas-retiro, um restaurante e um centro de informações.

### Unidade fabril
O complexo termal inclui igualmente uma unidade de engarrafamento da Sociedade Água de Monchique, que em Outubro de 2019 empregava 35 pessoas, sendo uma das entidades com maior peso económico e uma das maiores empregadoras do concelho.

## História

### Antiguidade e Idade Média
A zona em que se encontram as Caldas de Monchique foi habitada pelo menos desde o Neolítico, tendo os arqueólogos Abel Viana, Octávio da Veiga Ferreira e José Formosinho escavado vários monumentos funerários daquele período, entre 1937 e 1949. Foram encontradas dezasseis sepulturas na necrópole de Palmeira, sete sepulturas na necrópole do Esgravatadouro e três na necrópole da Eira Cavada. Além dos dólmenes, também foram descobertos outros vestígios do período anterior ao domínio romano, como peças de sílex. A ocupação no local terá continuado ao longo do período calcolítico e depois pela Idade do Bronze, tendo algumas sepulturas sido identificadas como sendo deste último período.
As propriedades das Caldas de Monchique foram pela primeira vez aproveitadas durante o período romano, tendo continuado a ser exploradas mesmo após o final daquela civilização, devido às virtudes curativas das suas águas. Num artigo publicado no Jornal de Lagos em 1 de Novembro de 1945, José Formosinho relata que no local foi encontrada uma grande quantidade de vestígios romanos, incluindo fragmentos de construções como tijolos e telhas, muitos fragmentos de cerâmica, e uma lápide que faz referência às águas termais. As ruínas de estruturas romanas indicam a presença de canos e pequenos depósitos de água, tendo sido igualmente encontradas tesselas, pequenos cubos coloridos que geralmente decoravam as paredes e os pavimentos de tanques de água e outros compartimentos. O espólio romano também inclui algumas moedas. Os vestígios de estruturas romanas foram completamente destruídos com a construção do moderno complexo termal e da fábrica de engarrafamento.
As Caldas continuaram a ser utilizadas durante o domínio visigótico, uma vez que foram encontradas peças em bronze daquele período, e foram descobertas várias sepulturas da Alta Idade Média. Quanto à época islâmica, foram recolhidas moedas e identificados vestígios de edifícios. O escritor Gentil Marques transcreveu uma lenda popular do século XIV, a Lenda da moura da serra de Monchique, na qual a fonte foi criada quando um jovem pescador rejeitou os encantos de uma moura encantada, Zuleima.
No local também foram encontradas moedas do período português antigo.

### Séculos XV e XVI
Em 1490, o rei D. João II questionou os seus médicos sobre quais seriam as melhores fontes termais no país para aliviar as suas doenças, tendo sido sugeridas as caldas de Monchique e de Óbidos. De forma a saber qual das duas fontes termais eram mais eficazes, foram reunidos doentes com a mesma enfermidade do rei e enviados a ambas as estâncias, tendo sido destacado para Monchique um moço de Pêro Dias. Este regressou totalmente curado, pelo que o monarca decidiu ir às caldas algarvias, apesar da oposição de alguns dos seus médicos. Enviou então a Monchique o vedor da sua casa, João Fogaça, de forma a preparar a sua estadia nas caldas, tendo o monarca partido para o Algarve em 15 de Outubro de 1495, uma Quarta-Feira. Chegou a Monchique no Sábado, onde assistiu a festejos organizados em sua honra, e a um torneio de luta. Seguiu para as caldas na segunda-feira, tendo antes de partir oferecido aos habitantes de Monchique um terreno baldio na serra. Esteve nas termas durante cinco dias, durante os quais bebeu e banhou-se nas águas, como ficou registado nas crónicas de Garcia de Resende. Esta estada prova que na altura já existiriam estruturas nas caldas que permitiram ao rei alojar-se e tomar banho. No entanto, na Quarta-Feira foi a uma caçada na Fóia, tendo o rei ficado doente devido às baixas temperaturas, embora o cronista tenha apontado que os sintomas poderiam ter sido igualmente provocados por envenenamento. No Sábado de manhã, em 5 de Novembro, partiu para Alvor, onde acabou por falecer no mesmo dia.

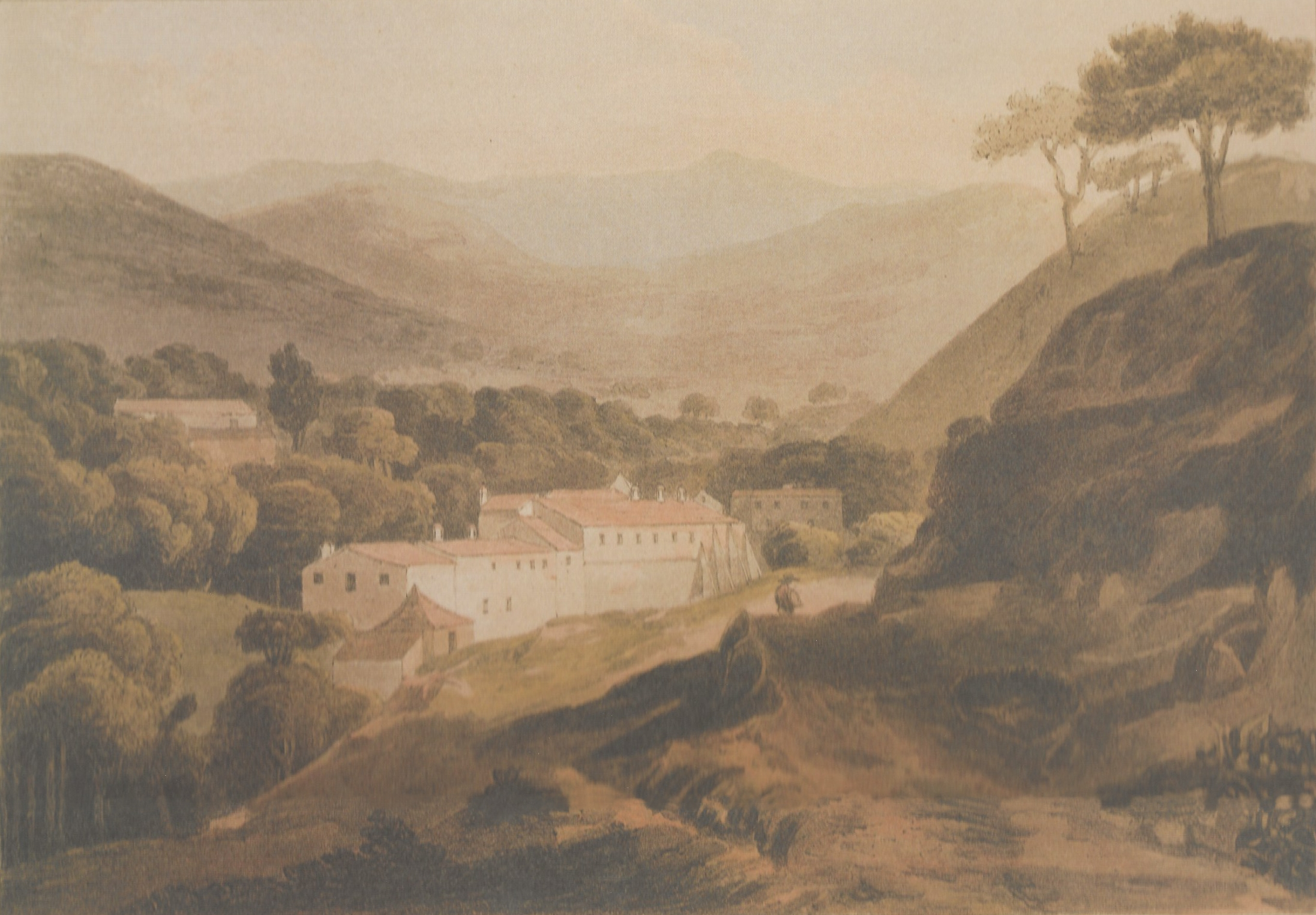
Gravura das Caldas de Monchique, pintada nos princípios do século XIX pelo artista George Landmann.

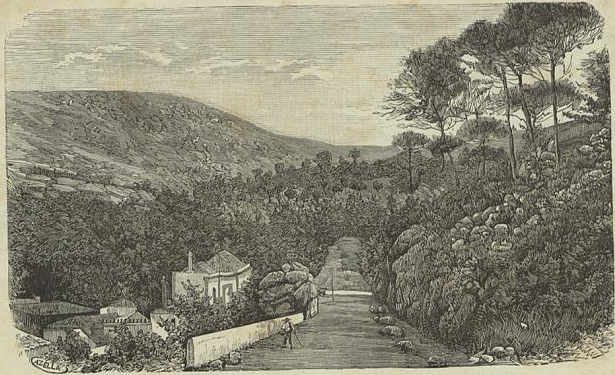
Gravura das Caldas de Monchique, publicada na revista O Occidente n.º 355, de 1888.

### Séculos XVII a XIX
Após a passagem do monarca, as Caldas de Monchique ficaram praticamente esquecidas durante muitos anos, tendo sido reanimadas devido aos esforços de vários bispos do Algarve. As primeiras grandes obras foram feitas por D. Simão da Gama, que inaugurou em 1692 uma enfermaria, iniciando desta forma o funcionamento do estabelecimento termal. Este evento ficou registado numa inscrição, numa das paredes do antigo estabelecimento termal: «Esta obra mandou fazer D. Simão da Gama, sendo bispo d'este reino. Era de 1692.». No entanto, o edifício ficou com uma estrutura muito irregular, devido à falta de espaço disponível e à inexistência de um plano definido para a sua construção. Posteriormente destacaram-se as intervenções do Cardeal Pereira em 1731, D. Lourenço de Santa Maria e Melo em 1785, e D. Francisco Gomes do Avelar em 1815, que construiu novos alojamentos e fez obras de reparação no hospital. Segundo um artigo escrito por M. Roldan para o jornal O Algarve em 3 de Março de 1918, D. Francisco do Avelar fez «novas e importantes acomodações no hospital e balneário das Caldas de Monchique, adquirindo propriedades na encosta do Cerro e surriba do Corgo, que manda plantar de laranjal e olival e afora, creando assim um rendimento anual de 130 escudos para ampliar o estabelecimento termal». Também era sua intenção alargar o edifício do hospital, tendo chegado a acumular os materiais de construção para as obras, mas estas não chegaram a avançar devido à sua morte. O conceito de construir edifícios para tratamento e alojamento junto de fontes termais, como forma de apoio social às camadas mais desfavorecidas, seguiu uma tradição que teve as suas raízes nos primeiros anos da independência nacional.
Na obra Aquilegio medicinal, publicada em 1726 por Francisco da Fonseca Henriques, refere-se que «junto à Villa de Alvor do Reyno do Algarve, em hum lugar chamado Monchique estao umas Caldas de copiosas agoas, que passão por minerais de enxofre; as quaes tem grande virtude em curar parlesias, estupores, e todos os achaques de nervos, e juntas, debilidade de estomago, convulsões, e as mays queyxas para que se applicão banhos sulphureos, de que temos fallado muytas vezes no presente Capitulo. A estes banhos foy ElRei D. João II. pouco tempo antes de morrer, para se curar de uma hydropesia de que faleceo.
Em 1773 Monchique foi elevada à categoria de vila por um decreto do rei D. José, tendo uma das principais bases para esta decisão sido a existência do «estabelecimento de banhos, onde afluem por ano mais de mil pessoas, para no dito logar encontrarem remedio para os seus males. [...] E porque para ahi chegar da antiga séde do concelho [Silves] é necessario percorrer cinco leguas de caminhos escabrosos, por vezes infestado de ladrões, afastados do resto do paiz, atravez da serra quasi inacessivel de Monchique».
Na década de 1820, o bispo António de Figueiredo prestou uma grande atenção às termas, tendo-lhe mudado o regulamento em 1829, mas logo em 1833 grande parte dos bens da mitra foram retirados pelo governo liberal, incluindo as caldas, que no ano seguinte passaram para a responsabilidade do prefeito do Algarve, Jerónimo Carneiro. De forma a assegurar as pagar as despesas com a manutenção e o apoio aos pobres, foi dada à administração das caldas o rendimento da Capela de Bento de Araújo, embora esta decisão tenha provocado uma disputa com a Misericórdia de Faro, que só foi resolvida em 1859, na Câmara dos Pares. Desta forma, as Caldas de Monchique ficaram sob a responsabilidade dos governadores civis de Faro, tendo sido criado um regime de pagamentos pela água, banhos e alojamento, de forma a obter mais fundos para acorrer às despesas das termas. Durante este período as termas atingiram um estado de profunda degradação, sendo apenas um conjunto de edifícios de aparência miserável e com más condições de higiene, e com reduzida capacidade para apoiar os doentes, possuindo apenas algumas tinas em azulejo. Com efeito, devido à falta de recursos no local, os visitantes eram forçados a trazer consigo os produtos indispensáveis à sua permanência, como mobílias, roupa, loiças e alimentos. Esta situação só começou a mudar em 1860, sob ordem do governador Albino de Abranches, com a construção de uma hospedaria, embora ainda em más condições, e a instalação de um salão que era utilizado pelos visitantes para dançarem e se reunirem.
Posteriormente, o governador José de Beires foi responsável por vários melhoramentos na estância termal, incluindo a instalação de um piano e de um bilhar em 1873, e modificou o regulamento, substituindo a administração dos padres provedores por directores médicos. Estes foram Jerónimo Augusto de Bivar Gomes da Costa em 1871, Frederico Lázaro Cortes entre 1872 e 1876, Quirino Tadeu de Almeida entre 1877 e 1878, António Frederico Gomes de 1879 a 1881 e de 1887 a 1891, e João Bentes Castel-Branco entre 1882 e 1886. Durante o período em que esteve administrada por directores médicos, as Caldas de Monchique conheceram importantes progressos, apesar dos reduzidos recursos financeiros que dispunham.
Em 25 de Julho de 1877, o jornal Gazeta do Algarve fez uma descrição crítica do complexo das Caldas de Monchique, especialmente do seu director, Quirino Tadeu de Almeida: «O estabelecimento das Caldas, como aqui temos dito, está construido fora de todas as condições exigidas pela sciencia e não vemos modo de melhoral-o como convem. Nasceu tôrto e será dinheiro deitado á rua quanto ali empregarem para endireital-o. Tudo ali é pequeno e chato, e parece impossivel, com a quantidade de gente que ali se aglomera todos os annos, como se não desenvolvem grandes epidemias. Os preceitos mais rudimentares da hygiene foram postos de parte e actualmente pouco considerados estão sendo. O estabelecimento não se acha no estado de limpeza, que seria para desejar, e natural é que assim aconteça, quando para aquelle serviço e para cuidar dos hortejos ha apenas um empregado mal pago, que não pode chegar para tanto. Alem d'este ha o mordomo, cujas obrigações estão precisamente na razão inversa dos vencimentos. E' um fac totum e ganha 260 réis por dia! Este empregado é laborioso e intelligente. É, segundo as informações e conhecimento que d'elle temos, para o estabelecimento, o que se poderá dizer verdadeiramente um ôvo por real. Ha mais ainda dois enfermeiros e duas enfermeiras, que mandreiam no serviço quanto podem, curando ainda assim muito melhor do que lhe pagam. Superior a todo este pessoal está o director, o sr. Quirino, cavalheiro d'uma instrucção variada, mas cujas conversações se tornam, ao que nos disseram, pouco attrahentes por não serem mais frivolas e menos prolongadas. [...] Parece que o sr. Quirino tanto falla de mais, quanto de menos obra. Erra por ambos os motivos, e é uma pena que assim aconteça. Uma vez perdido o prestigio difficil é rehavel-o, e julgamos que o sr. Quirino se não acha jà bem á frente do mais importante estabelecimento da provincia.» Em contraste, recordou o mandato de Frederico Lázaro Cortes como um período de prosperidade para as Caldas: «O sr. Cortes é lembrado com saudade e todos dizem, que, durante a sua administração, havia mais aceio, os vendilhões e pobres não importunavam ninguem pelos corredores e quartos, os enfermeiros eram mais sollicitos, em summa corriam as coisas mais ao sabôr de todos, inclusivamente das mais exigentes e seductoras bellezas do hig-lif [sic] feminino. O sr. Cortes fez effectivamente um bonito logar, sendo felicissimo na maneira porque se houve com os banhistas, que sempre o estimaram e respeitaram muito, conforme elle merecia. [...] Depois alliava a prudencia com a energia e a illustração com o bom senso, sabia cohibir os abusos e conservar os bons usos com muito geito, sem causar desgostos, nem levantar attrictos.»
Em 1880, as Caldas de Monchique funcionavam entre o início de Abril e os finais de Setembro, tendo alojamento e banhos gratuitos para os pobres, enquanto que os outros utilizadores alugavam quartos, cujos preços iam de 1$400 a 4$800 réis, enquanto que os banhos custavam 20 a 100 réis. O complexo contava com uma estação telegráfica e serviço diário de correio, enquanto que o fornecimento de alimentos era feito através de um açougue e das populações locais, que vendiam frutas, caça, galinhas, ovos e outros géneros. Nessa altura, na periferia das termas existiam algumas hortas e pomares de laranjeiras, estas últimas plantadas por ordem do bispo Francisco Gomes do Avelar.
No entanto, em 1892 o governador do Algarve alterou novamente o sistema de gestão das caldas, substituindo os médicos por um administrador, que estava subordinado aos interesses políticos. Este processo teve um impacto muito negativo, pelo que logo em 1894 o governador, Pereira da Cunha, pediu autorização ao governo para colocar em praça o edifício das termas de Monchique e os seus anexos, de forma a vendê-lo ou passar a sua exploração para um particular. Desta forma, em 30 de Dezembro desse ano foram adjudicadas as termas a João Bentes de Castel-Branco por um período de 75 anos, que se tornou no seu director. Em 1888, o edifício do hospital estava organizado em redor de um corredor, que tinha de um lado vários quartos para pacientes, e do outro uma enfermaria para os pobres, tendo no centro uma capela consagrada a São João de Deus. A sala dos banhos possuía três piscinas, com capacidade para cinquenta doentes.

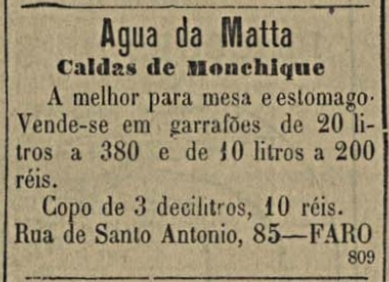
Publicidade de 1913 à empresa Agua da Matta, que vendia água engarrafada nas Caldas de Monchique.

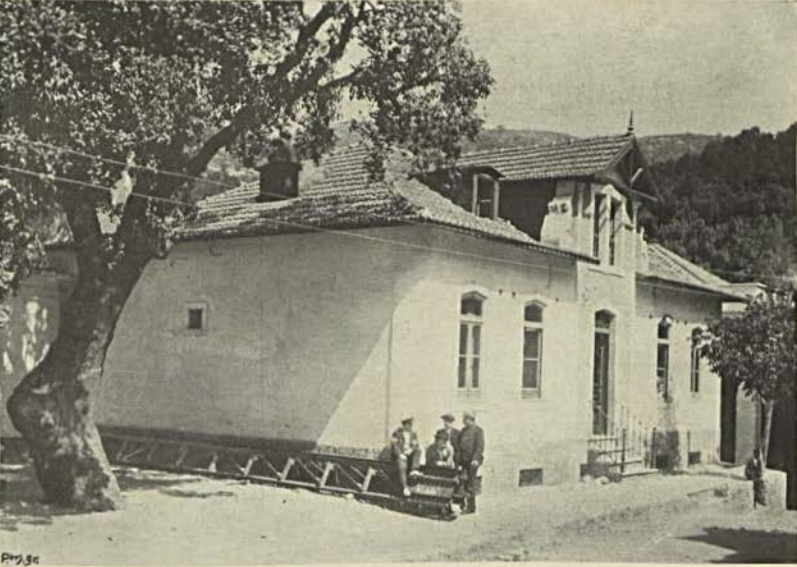
Fotografia do Hotel Central, na transição para o século XX.

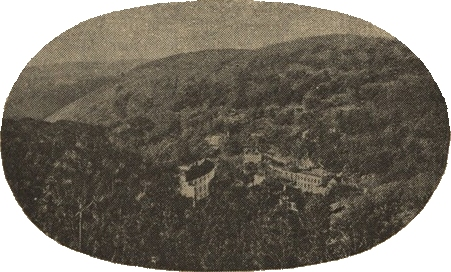
Fotografia das Caldas de Monchique, publicada na Revista de Turismo n.º 70, de 1919.

### Século XX

#### Décadas de 1900 e 1910
Sob a gestão de Castel-Branco, as caldas conheceram uma nova fase de progresso, tendo a empresa instalado um campo de jogos, construído dois hotéis e um casino, e ampliado as ruas e praças, organizando a povoação de acordo com o plano geral, enquanto que nos terrenos em redor foram instaladas árvores e abertos caminhos para passeio, ocupando nesta altura as caldas cerca de 52 Ha. Verificou-se igualmente uma expansão no parque habitacional, tendo sido construídos doze imóveis privados. Desta forma, o número de estabelecimentos de hotelaria passou a ser de quatro, com diferentes escalas de preços, destacando-se o Hotel Central, e vários chalets também podiam ser alugados. Além da farmácia, também existiam padarias e três mercearias, e era prestado um serviço de aluguer de mobílias, roupas e loiças. A empresa melhorou igualmente o edifício do estabelecimento termal, ficando com um serviço quase completo de hidroterapêutica, e ampliou o salão, que ficou com diversas salas anexas para jogo, bilhares e leitura. Ao lado do vestíbulo da entrada foi instalado o escritório para a empresa, um consultório médico, uma farmácia e os alojamentos do administrador. Providenciou-se igualmente um serviço de saúde permanente, durante todo o ano. Em 1903, o edifício ainda estava em obras, tendo nessa altura sido modificada a fachada. Apesar das obras de que foi alvo, o edifício termal continuou com problemas de espaço, uma vez que a empresa foi incapaz, por falta de recursos, de construir um edifício destinado apenas aos tratamentos hidroterapêuticos. A única parte do complexo que não foi intervencionada foi o hospital dos pobres, formado por duas enfermarias, que não fazia parte da concessão da empresa e por isso ainda dependente do apoio do governo, e que apresentava condições muito deficientes. Para os utilizadores de menores recursos existia igualmente uma piscina já antiga, e que estava ligada às duas nascentes da Pancada. O edifício termal estava a funcionar durante todo o ano, enquanto que o hospital dos pobres funcionava apenas entre Junho e Setembro. O tratamento em si era feito através de banhos em tinas cobertas por azulejo, tendo sido criadas várias terapias para potenciar os efeitos naturais das águas, incluindo duches gerais e locais a pressões diferentes, banhos de chuva, pulverizações, banhos de vapor, e afusões no sistema Kneipp, que era acompanhados por uma dieta rigorosa.
Em 1903, o principal acesso às Caldas de Monchique era feito através de uma estrada de macadame até Portimão, existindo quatro diligências diárias entre a estação e as termas. Esperava-se que a procura aumentasse com a construção de vários ramais ferroviários no Sul do país, e a instalação de um porto de abrigo na barra de Portimão, empreendimentos que estavam nessa a altura em planeamento. Nesta altura, a maior parte dos utilizadores das Caldas vinham do Alentejo, principalmente em Agosto, e do Algarve, dos concelhos de Silves, Portimão, Lagoa e Lagos, e do próprio concelho de Monchique, que vinham maioritariamente durante o mês de Julho. Antes da construção do caminho de ferro até ao Algarve, os visitantes iam de comboio até Beja, seguindo depois a cavalo ou de carroça, ou então iam nos barcos a vapor até Portimão, utilizando depois a Estrada Real até Monchique.
Em 28 de Maio de 1910, o Jornal do Algarve reportou que o Visconde de Miranda tinha discursado sobre vários assuntos regionais durante o Congresso Nacional, em Lisboa, tendo apontado a necessidade de criar uma grande empresa que gerisse as Caldas de Monchique, os hospitais marítimos e a estações climatéricas no litoral. Em 5 de Fevereiro de 1918, a Revista de Turismo noticiou que estavam quase concluída uma estrada entre Monchique e a linha ferroviária do Sul, que estava originalmente planeada para terminar na estação de Sabóia, mas depois o percurso foi alterado de forma a servir o Apeadeiro de Pereiras, devido à sua melhor situação geográfica. Esperava-se que a estrada até Pereiras, em conjunto com a já existente de Monchique a Portimão pelas Caldas, formasse um eixo viário de interesse turístico. Com efeito, a estrada iria facilitar o acesso ao caminho de ferro por parte do Município de Monchique, permitindo aos viajantes evitar o percurso por comboio até Portimão. Neste período, as Caldas estavam em funcionamento durante todo o ano, sendo mais frequentadas durante o período balnear, entre Maio e Outubro, embora já se verificasse um acréscimo na procura durante o Inverno, devido às suas condições climáticas amenas. Com efeito, entre 1914 e 1918 registou-se um aumento de cerca de 30% na sua afluência, e previa-se que ainda crescesse mais quando fossem feitas as importantes obras que estavam planeadas. Nessa altura, as Caldas de Monchique há eram reconhecidas tanto a nível nacional como internacional, nomeadamente pelos habitantes da Andaluzia, em Espanha.
Em 1911, João Ribeiro Cristino da Silva descreveu as Caldas de Monchique num artigo da revista O Occidente: «... desenha-se um arborisado valle ascendente, de forte declive e por ultimo a estação thermal de Monchique aparece n'uma curva de estrada, n'um pitorêsco conjunto de fraguêdos, de chalets, de jardins e de frondosas arvores. As Caldas são dois grandes casarões levados ao extremo superior do valle, que vinhamos seguindo, rodeadas de pequenas estradas arborisadas, com varias casas, chalets e hoteis, tudo alindado de jardimsinhos, onde os aquistas, como sempre, passeiam ou leem á sombra, sentados; toda a estancia é entrecalada de respeitaveis rochas de granito, grandes como prédios, lembrando o conjuncto graciosos trechos paysagistas de Cintra. Continuamos a subida, que parece interminavel, e depois de o carro descrever varios lacêtes da estrada, sobranceiramente avisto agora lá em baixo toda a povoação das Caldas de Monchique, formando um gracioso quadro, todo graciosamente emmoldurado pela perspectiva dos innumeros montes, que a distancia vae esfumando, avistando-se por entre um ou outro a fita azul do mar largo.».
Durante o Congresso Algarvio, em meados de 1915, Bentes Castel-Branco discursou sobre o clima algarvio e os seus efeitos sobre a eficácia dos sanatórios. Em Abril de 1917, realizou-se o I Congresso Hoteleiro, na cidade de Lisboa, onde os hotéis Central e Seixoso das Caldas de Monchique foram representados, correspondentemente, por João Bentes Castel-Branco e António Magro. Nesta altura, a estância termal era um dos principais pontos de partida para as excursões até à Fóia.

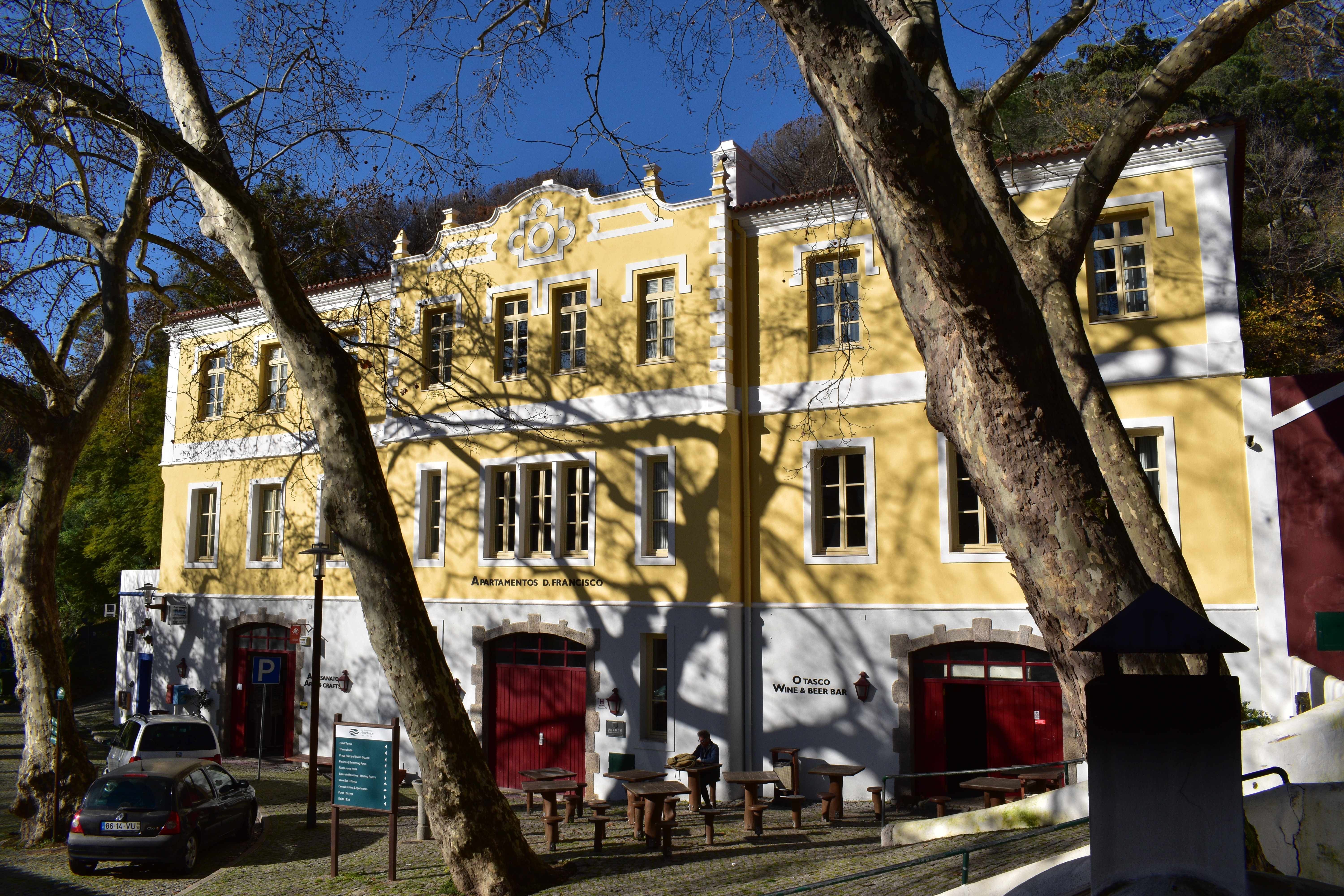
Edifício da Hospedaria Nova, em 2020.

#### Décadas de 1920 e 1930
Na década de 1920, o Diário de Notícias fez uma campanha para chamar a atenção do governo para o estado em que se encontravam as Caldas de Monchique. Nesta altura existia um movimento para mudar a administração das termas, culminando com a emissão de um despacho do Ministério do Comércio em Fevereiro de 1921, que anulou a concessão de Bentes Castel-Branco. Em 10 de Setembro de 1924, o jornal O Barlavento criticou o estado de abandono da estância termal, incluindo a falta de condições nos hotéis e a má conservação das estradas.
Em 30 de Janeiro de 1927, o Jornal do Algarve noticiou que a Junta Geral do Distrito tinha pedido ao Ministro do Comércio para aprovar os orçamentos para as obras nas termas de Monchique. Em Junho de 1929, foi inaugurado o Grande Hotel Internacional, iniciativa que serviu não só para desenvolver a estância termal, mas também contribuiu para a sua divulgação. Em 5 de Julho de 1931, o Jornal do Algarve apelou ao governo para abrir o concurso para a concessão das termas e fazer as obras necessárias para o seu progresso, e caso não surgissem concorrentes, fosse criada uma comissão administrativa para desempenhar essas funções. Nessa altura, a animação nas Caldas era feita principalmente através da organização de bailes, sendo também praticados desportos como o ténis e jogos como a malha. Estavam em funcionamento quatro estabelecimentos de alojamento: o Hotel Central, o Grande Hotel, o Hotel Encarnação e a Hospedaria Nova, e o director técnico do estabelecimento termal era Bernardino Moreira da Silva. Igualmente em 1931, foi concluída a estrada entre Monchique e a estação de Santa Clara - Sabóia, pela Junta Autónoma das Estradas.
Em 23 de Janeiro de 1932 o Ministério do Comércio e Comunicações publicou o Decreto n.º 20:816, que autorizou a abertura do concurso para a exploração das Caldas de Monchique durante cinquenta anos, e substituiu as antigas comissões de iniciativa por uma comissão administrativa, supervisionada pelo Ministério. Com a emissão deste diploma terminou uma fase de acentuado declínio das termas, uma vez que as antigas comissões não dispunham de recursos financeiros suficientes para o seu desenvolvimento, pelo que apenas se limitavam à realização de obras de manutenção. Assim, o ministro Duarte Pacheco, após uma visita às caldas, propôs com sucesso ao Conselho de Ministros várias medidas no sentido de expandir e modernizar o complexo, incluindo a instalação de uma fábrica de engarrafamento das águas termais e a construção do futuro hotel.
Em 1935, o complexo contava com estações telégrafo-postal e telefónica, fornecimento de electricidade e várias pensões. Em 1937, as Caldas de Monchique faziam parte do itinerário turístico Amendoeiras em Flôr da Companhia dos Caminhos de Ferro Portugueses, utilizando autocarros. Nesse ano, a empresa também iniciou uma carreira de autocarros entre a estação de Santa Clara - Sabóia, onde se ligava aos comboios rápidos e a Praia da Rocha, em Portimão, servindo as Caldas de Monchique.

#### Décadas de 1940 e 1950
Em 1946, a revista Panorama noticiou que uma comissão de representantes do Algarve tinha vindo a Lisboa, para pedir ao governo que fossem feitas obras nas Caldas do Monchique, argumentando que estes melhoramentos iriam ter grandes benefícios para a região Sul do país.
Em 26 de Janeiro de 1951 foi organizado em Lisboa o II Congresso Regional Algarvio, onde se discutiram vários assuntos sobre o concelho de Monchique, incluindo os problemas económicos que as termas estavam a enfrentar desde o final da Segunda Guerra Mundial. A este declínio também se juntou a mudança dos hábitos das populações a nível nacional, que passaram a preferir as praias marítimas, em detrimento das termas, incluindo as de Monchique.

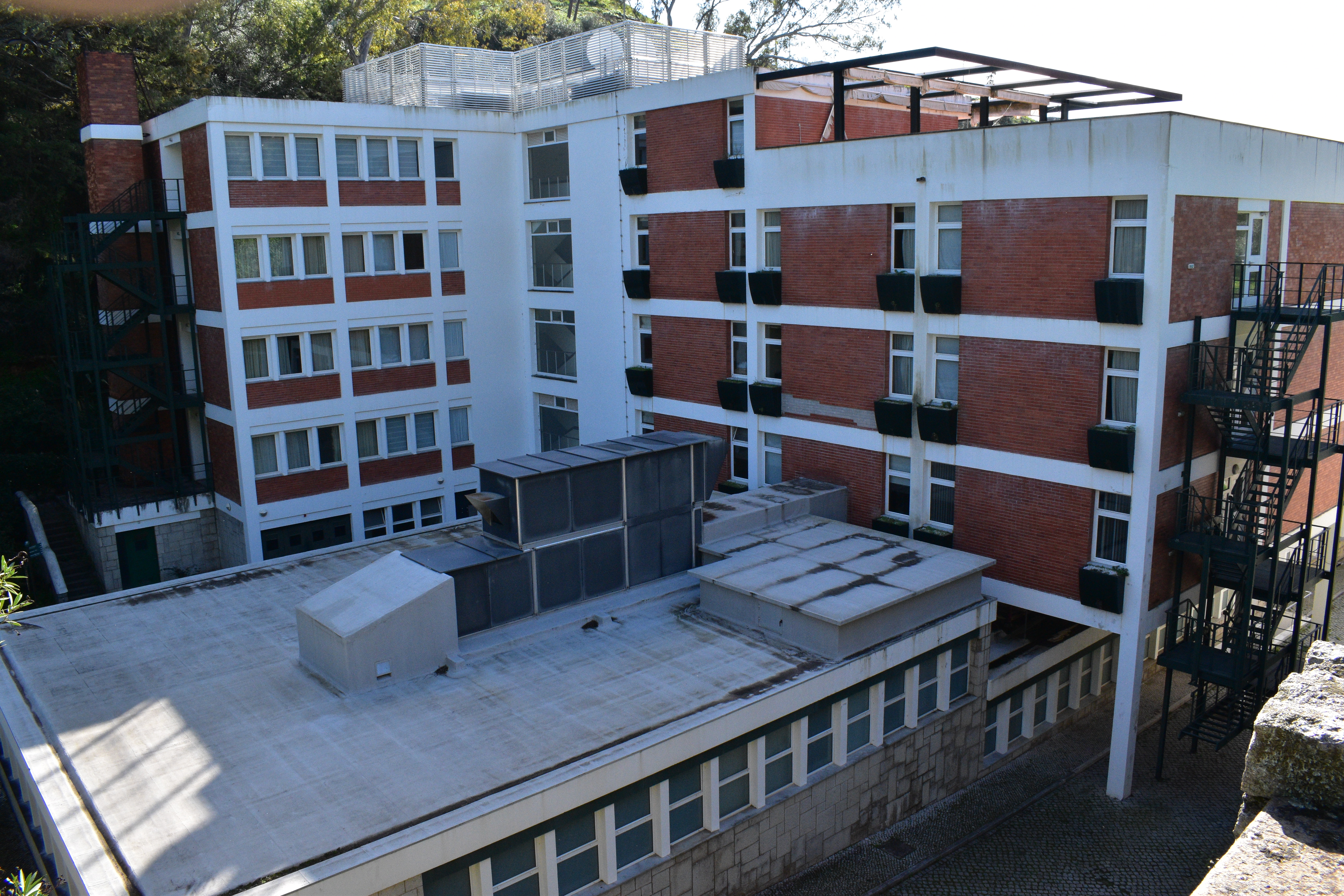
Edifício do Hotel Termal, planeado em meados do século XX, originalmente para servir como hospital.

#### Década de 1960 a 1990
Em 1963, as Caldas de Monchique eram uma das doze localidades no Algarve que tinham instalações de hotelaria classificadas pela Secretariado Nacional de Informação, tendo o jornalista José Manuel Vieira de Barros sugerido a instalação de um novo hotel na estância termal, que deveria ter capacidade não só para a corrente procura, como para as necessidades futuras. Esta iniciativa também iria contribuir para resolver o abandono de que a estância termal estava a sofrer por parte do governo, apesar da sua grande procura, originária do Algarve, Alentejo e Andaluzia. Em 27 de Junho desse ano, o jornal Correio do Sul noticiou as Caldas de Monchique tinham sido visitadas por uma delegação do Instituto Português de Reumatologia, no sentido de estudar a instalação de um centro reumatológico no hospital termal, que se encontrava já em construção.
Em 1964 estava a ser preparada a instalação do edifício definitivo para o estabelecimento termal. Nessa altura as Caldas de Monchique eram as únicas em toda a região meridional do país, embora existissem condições para criar ou modernizar as estâncias termais noutros pontos do Algarve, como as Fontes de Cachopo e da Atalaia, em Tavira, tendo esta última chegado a ter uma grande procura, a Praia dos Olhos de Água em Albufeira, a Fonte Santa no concelho de Loulé, e a nascente cloretada de Vale de Pereiros, em Ferragudo, no concelho de Lagoa. Num artigo publicado na Gazeta dos Caminhos de Ferro em 1965, o médico José Aboim Ascensão Contreiras relatou que as Caldas já estavam em recuperação, depois de ter passado por um período de declínio, através dos esforços de uma comissão administrativa. Sugeriu igualmente a criação de um museu arqueológico e hidrológico, onde fossem reunidos os vestígios da ocupação antiga nas Caldas e a sua evolução histórica. O hotel termal foi concluído nos primeiros meses de 1966, mas em 1969 ainda não estava em funcionamento, devido a atrasos nas obras de reconstrução do balneário. Em 7 de Janeiro desse ano, o coronel Manuel de Sousa Rosal apresentou uma comunicação sobre as Caldas da Rainha na Assembleia Nacional, onde criticou as condições em que se encontravam os alojamentos e as longas filas de espera para os tratamentos, sendo então frequentadas por cerca de mil pessoas por ano. Explicou que uma parte significativa destes utentes tinham origem em Espanha, mas que este mercado estava a decair devido à concorrência de outras termas que ofereciam melhores condições.
Em 1989 foram feitos trabalhos arqueológicos numa das sepulturas da necrópole junto às Caldas de Monchique. Em 16 de Dezembro de 1992, a Sociedade Água de Monchique iniciou a exploração pública das águas minerais.

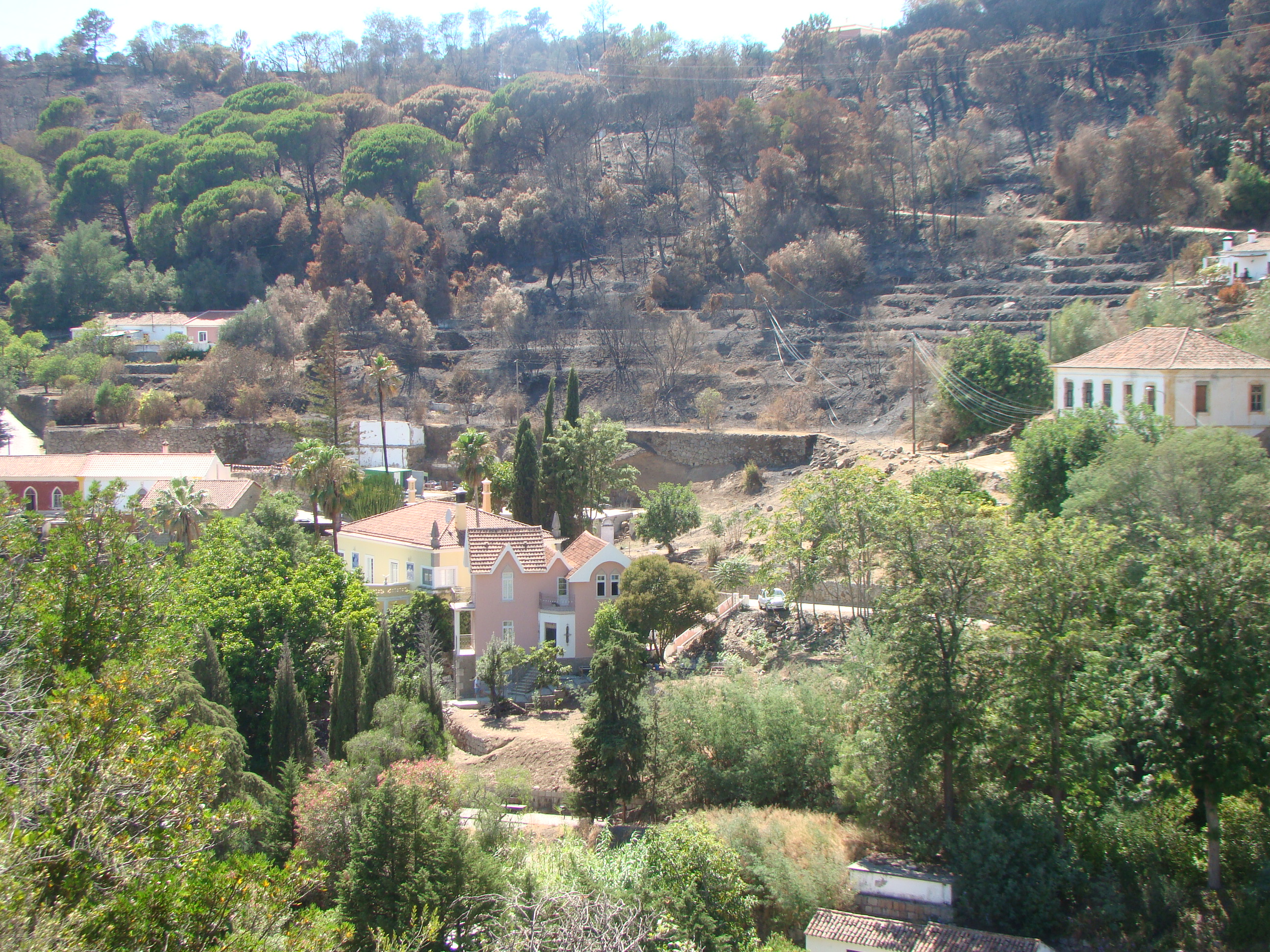
Complexo das Caldas de Monchique em 14 de Agosto de 2018, sendo visíveis os efeitos do grande incêndio florestal que devastou o Município entre 3 e 10 de Agosto.

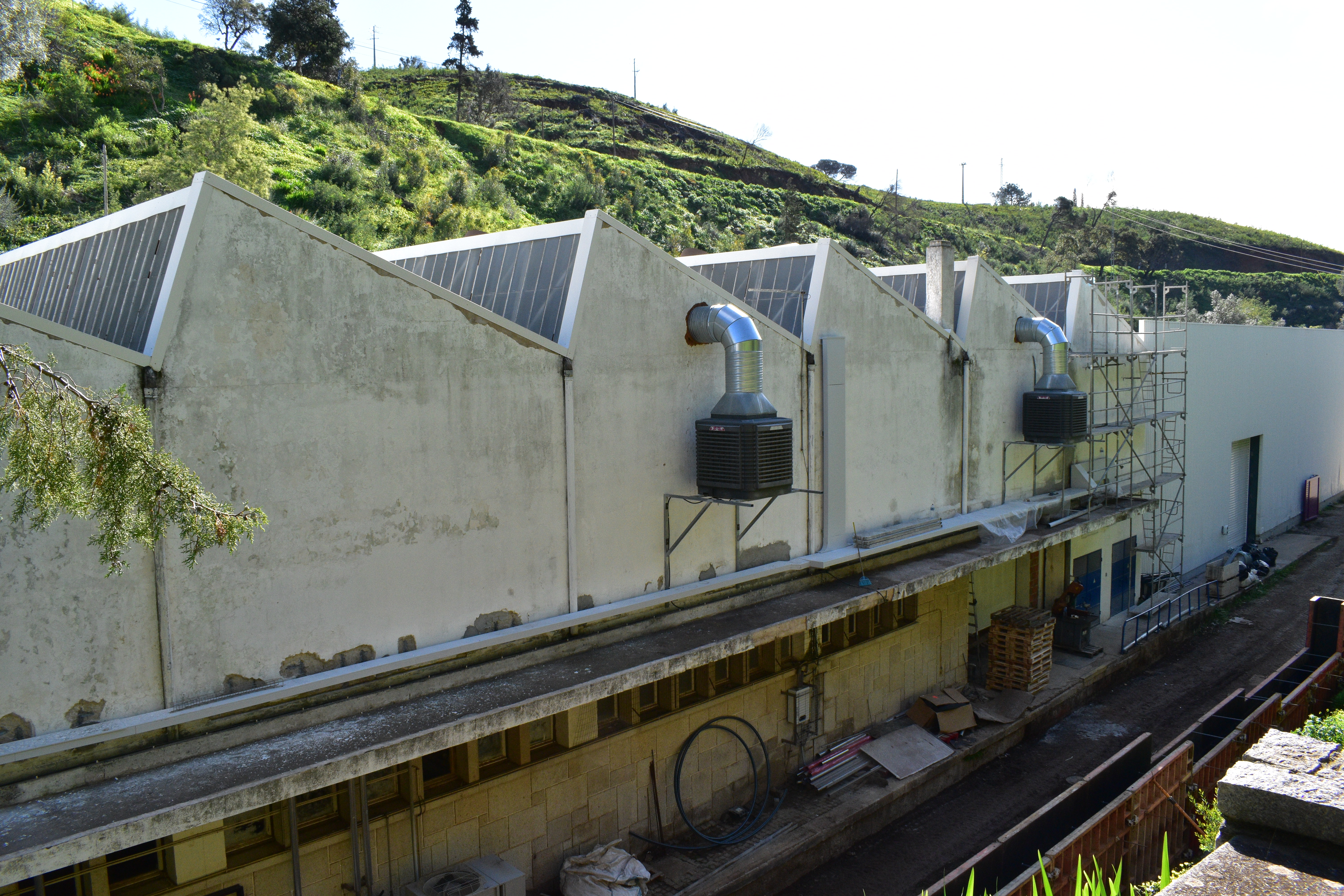
Fábrica de engarrafamento da Água de Monchique, em Fevereiro de 2020.

### Século XXI
Em Agosto de 2018, as Caldas de Monchique foram atingidas por um incêndio florestal, forçando a Sociedade Água de Monchique a suspender a sua produção durante dez dias. Este incêndio eliminou grande parte da camada vegetal que cobria os monumentos junto às Caldas de Monchique, permitindo a realização de estudos arqueológicos, que decorreram durante os primeiros meses de 2019.
Em finais de 2018, estava a decorrer o processo de compra das termas de Monchique à Fundação Oriente por um consórcio, formado pelas empresas Taylor, Fladgate & Yetman e Unlock Boutique Hotels, e por um representante da firma das Águas de Monchique. A Taylor, Fladgate & Yetman, posteriormente renomeada para The Fladgate Partnership, era responsável pela produção de vários vinhos do Porto e pela exploração de hotéis de luxo, como o Yeatman, em Vila Nova de Gaia, enquantto que a Unlock Boutique Hotels administrava vários hotéis boutiques em território nacional. Uma das principais condições para concluir o negócio foi a isenção do Imposto Municipal sobre Transmissões Onerosas de Imóveis, que em Dezembro desse ano já tinha sido autorizado pela Assembleia Municipal, permitindo uma redução de cerca de meio milhão de Euros em impostos. Esta decisão foi tomada devido ao impacto positivo que o desenvolvimento que o complexo termal iria ter no município, como gerador de emprego qualificado e como incentivo para futuros investimentos, tendo a autarquia requerido que o valor poupado nos impostos deveria ser utilizado para desenvolver os espaços públicos nas caldas.
A exploração foi entregue à empresa Unlock Boutique Hotels, que iniciou um programa para a revitalização do complexo, que incluiria a renovação os edifícios em funcionamento, e a reutilização de vários que estavam encerrados, e obras nas zonas públicas envolventes. Previa-se que esta intervenção, em conjunto com o processo de aquisição, iria totalizar cerca de 10,5 milhões de Euros. Em Março de 2019, a empresa anunciou que a primeira fase do programa de revitalização estaria pronta na Páscoa desse ano, tendo a duração aproximada de um ano. Este investimento consistiu na requalificação da oferta hoteleira e termal, principalmente na modalidade do turismo de natureza, em combinação com as qualidades terapêuticas da água de Monchique e a gastronomia da região. Após as obras, previa-se que a Villa Termal Caldas de Monchique ficaria com 114 quartos, suites e apartamentos, em quatro estabelecimentos hoteleiros diferentes, adequados às diversas vertentes da procura, mas após as obras acabou por ficar com 102 quartos, incluindo suites e apartamentos.
O Hotel D. Carlos Regis, de quatro estrelas, foi alvo de obras nas zonas sociais e no bar, tendo ficado com dezoito quartos e quatro suites. Também foi criado o novo Hotel Central, formado por três edifícios históricos, incluindo o antigo Hotel Central e a Estalagem D. Lourenço, além da construção de novos quartos, tendo igualmente uma classificação de quatro estrelas. Esta unidade ficou com 25 quartos e dez suites. O Hotel Central Suites também foi remodelado e passou a ter dez suites e duas vilas, sendo classificado como alojamento local e destinado a casais ou famílias. Também estava prevista a instalação de uma sala de banquetes e eventos com 120 lugares, quatro restaurantes, incluindo um chamado de 1692, em homenagem à data da fundação da primeira hospedaria nas caldas, e três bares: D. Carlos Cocktail & Gin, no Hotel D. Carlos Regis, O Tasco, e o PH 9.5, junto às piscinas exteriores. Em 15 de Março de 2019 reabriu o Monchique Resort & Spa, com uma nova administração, assegurada pela empresa Discovery Hotel Management.

## Leitura recomendada
- ACCIAIUOLI, Luís (1945). Águas de Portugal. 2 Volumes. [S.l.]: Ministério da Economia - Direcção Geral de Minas e Serviços Geológicos
- SAMPAIO, José Rosa (2015). Os transportes públicos em Monchique: a diligência e os primeiros veículos a motor 2.ª ed. Monchique: Estudos de história de Monchique. 15 páginas
- CAPELA, Fábio Filipe Gomes Simões (2014). Contributos para o conhecimento da pré-história recente e da proto-história da Serra de Monchique (Tese de Mestrado em Arqueologia e Território, pela Faculdade de Letras da Universidade de Coimbra) 1.ª ed. Albufeira e Monchique: Editora Arandis e Câmara Municipal de Monchique. 180 páginas